# Oxozuur
Een oxozuur, zuurstofzuur of ternair zuur is een anorganische verbinding van het type XOm(OH)n waarbij X staat voor een centraal atoom, m voor het aantal OH-groepen dat aan het centrale atoom gekoppeld is en n voor het aantal zuurstofatomen dat aan het centrale atoom gekoppeld is. Een andere algemene formule die gebruikt wordt om oxozuren te beschrijven is HnXOm+n, waarbij verondersteld wordt dat men weet dat de waterstofatomen onder vorm van een OH-groep voorkomen. 
Wanneer er waterstofatomen op het centrale element gebonden zijn, in plaats van op een zuurstofatoom, wordt dit algemeen genoteerd als XHlOm(OH)n, wat overeenkomt met HnXHlOm+n.

## Opbouw en eigenschappen
Een oxozuur bestaat uit waterstof en een zuurrest die naast het centrale atoom X (dat altijd een niet-metaal is) één of meerdere zuurstofatomen bevat. De rol van het centrale atoom X wordt altijd vervuld door het atoom in de molecuulformule dat geen O of H is. Bij diwaterstofcarbonaat (H2CO3) is dit koolstof (C), bij salpeterzuur en salpeterigzuur is dit stikstof (N) en bij zwavelzuur is dit zwavel (S).
De OH-groep is niet hetzelfde als het hydroxide-anion in bijvoorbeeld kaliumhydroxide, waarmee een basisch karakter kan geassocieerd worden. De OH-groep duidt hier – net zoals de hydroxylgroep in een alcohol of een carbonzuur – op de aanwezigheid van een zuur proton dat door deprotonering kan worden afgesplitst. 
In het geval van bijvoorbeeld diwaterstofcarbonaat wordt de rol van het centrale atoom X vervuld door koolstof. Volgens de formule X(OH)mOn komt elk waterstofatoom in een oxozuur slechts voor in de vorm van een OH-groep. Aan de molecuulformule H2CO3 is dus te zien dat:
- er in het molecuul twee OH-groepen aanwezig zijn
- er één zuurstofatoom O aan het centrale atoom zit zonder waterstof

Het centrale atoom X dient niet noodzakelijk een niet-metaal te zijn. Het kan ook een halogeen zijn (dan wordt gesproken van een halogeenzuurstofzuur), een metaal (zij kunnen opgevat worden als de gehydrateerde vorm van het overeenkomstig oxide) of zelfs een edelgas (zoals xenonzuur).

## Overzicht
Onderstaande tabel geeft een overzicht van oxozuren met hun systematische en triviale naam (gebruiksnaam), zoals deze (in het Engels) voorkomen in het IUPAC Red Book. De halogeenzuurstofzuren zijn hier evenwel niet in opgenomen. De stoffen die aanstipt zijn met een sterretje komen niet voor in de recentste IUPAC-aanbevelingen, en zijn mogelijks verouderde of af te raden namen.
| Systematische naam          | Triviale naam    | Brutoformule            |
| --------------------------- | ---------------- | ----------------------- |
| triwaterstofboraat          | boorzuur         | H3BO3, B(OH)3           |
| diwaterstofcarbonaat        | koolzuur         | H2CO3, CO(OH)2          |
| waterstofnitraat            | salpeterzuur     | HNO3, NO2(OH)           |
| waterstofnitriet            | salpeterigzuur   | HNO2, NO(OH)            |
| tetrawaterstofsilicaat      | kiezelzuur       | H4SiO4, Si(OH)4         |
| triwaterstoffosfaat         | fosforzuur       | H3PO4, PO(OH)3          |
| diwaterstoffosfonaat        | fosfonzuur       | H2PHO3, PHO(OH)2        |
| waterstoffosfinaat          | fosfinezuur      | HPH2O2, PH2O(OH)        |
| tetrawaterstofdifosfaat     | difosforzuur     | H4P2O7, (HO)2OPOPO(OH)2 |
| diwaterstofsulfaat          | zwavelzuur       | H2SO4, SO2(OH)2         |
| diwaterstofsulfiet          | zwaveligzuur     | H2SO3, SO(OH)2          |
| triwaterstofarsenaat        | arseenzuur       | H3AsO4, AsO(OH)3        |
| triwaterstofarseniet        | arsenigzuur      | H3AsO3, As(OH)3         |
| diwaterstofseleniet         | selenigzuur      | H2SeO3, SeO(OH)2        |
| diwaterstofselenaat         | seleenzuur       | H2SeO4, SeO2(OH)2       |
| diwaterstoftelluraat        | telluurzuur      | H2TeO4, TeO2(OH)2       |
| hexawaterstoforthotelluraat | orthotelluurzuur | H6TeO6, Te(OH)6         |
| diwaterstoftelluriet        | tellurigzuur     | H2TeO3, TeO(OH)2        |
| *orthotitaniumzuur          | titaniumzuur     | H4TiO4                  |
| *triwaterstofvanadaat       | vanadiumzuur     | H3VO4                   |
| *diwaterstofmolybdaat       | molybdeenzuur    | H2MoO4                  |
| *diwaterstofxenaat          | xenonzuur        | H2XeO4                  |
| *tetrawaterstofperxenaat    | perxenonzuur     | H4XeO6                  |
| *diwaterstofwolframaat      | wolfraamzuur     | H2WO4                   |